# Богдановка (Вольнянский район)
Богдановка (укр. Богданівка) — село,
Привольненский сельский совет,
Вольнянский район,
Запорожская область,
Украина.
Код КОАТУУ — 2321587002. Население по переписи 2001 года составляло 92 человека.

## Географическое положение
Село Богдановка находится на расстоянии в 1 км от сёл Овчарное и Привольное.
По селу протекает пересыхающий ручей с запрудой.

## История
- 1915 год — дата основания.